# Garry Moore
Garry Moore (ur. 31 stycznia 1915, zm. 28 listopada 1993) – amerykański gospodarz teleturnieju i komik.

## Wyróżnienia
Posiada dwie gwiazdy na Hollywoodzkiej Alei Gwiazd.